# Krudt
Krudt som vi kender det i dag, blev opfundet i Kina omkring år 900, men kendes i Europa først i 1338. Det er en blanding af svovl, kul, og kaliumnitrat(salpeter) - med svovl og kul, der virker som brændsel, mens kaliumnitrat fungerer som et oxidationsmiddel.

## Sortkrudt
Sortkrudt - omtales ofte blot som krudt, var det første kemiske sprængstof og det eneste kendte indtil 1585, hvor fulminerende guld blev opfundet af alkemikere. Det var dog først med kviksølvfulminat, opfundet i 1800, at noget som kunne produceres på stor skala blev opfundet; det var dog et brisant sprængstof, så det kunne ikke erstatte sortkrudt, men erstattede flinten som antændte krudtet. Først i 1846 blev en metode for nitrocellulose fundet, og det kunne erstatte sortkrudt. En blanding baseret på nitrocellulose bruges stadigvæk.
Den tidligste registrering af en skriftlig formel for krudt vises i det 11. århundrede - nemlig Song-dynastiteksten af Wujing Zongyao. Opdagelsen førte i første omgang til udvikling af fyrværkeri og primitive raketter i Kina. I århundrederne efter den kinesiske opdagelse spredte krudtvåben sig via den muslimske verden til Europa. De tidligste vestlige regnskaber over krudt vises i tekster skrevet af den engelske filosof Roger Bacon i det 13. århundrede i hans manuskript Opus Majus.
Det første krudt, der blev fremstillet, var blandet forkert, og salpeteret var ikke rent, men i det 16. århundrede nåede man tæt på nutidens optimale blandingsforhold: 75% salpeter/kaliumnitrat, 10% svovl og 15% trækul (angivelsen er vægtprocent).
Denne krudttype, som farves sort af indholdet af trækul og derfor kaldes sortkrudt, har en kraftig røgudvikling.
Historisk set var det især problemer med at skaffe tilstrækkeligt med salpeter, som satte grænser for anvendelsen af krudt. Den reneste salpeter var den såkaldte "mursalpeter", som kan indvindes i ganske små mængder fra væggene i fugtige staldbygninger. Men i øvrigt måtte man skaffe stoffet ved at opløse jorden under møddinger i vand, filtrere det og koge vandet væk.
Fremstillingen af krudt var en velbevogtet hemmelighed, og det var også et meget risikabelt håndværk. Modsat hvad man måske skulle tro, så er det hverken svovl eller salpeter, der er den farlige del, men trækul. Når det er helt rent og meget fint pulveriseret, kan trækul selvantænde, og det kan eksplodere ved den mindste gnist.
Teknikker til fremstilling af krudt er udstillet på Krudtværket i Frederiksværk ved Frederiksværk.

## Røgsvagt krudt
Den kraftige røgudvikling fra sortkrudt har gjort det mindre attraktivt som drivladning i ammunition; dels ville røgen hindre udsynet, dels ville den afsløre den skydendes position for fjenden. Der er derfor udviklet røgsvagt krudt, hvor forbrændingsgasserne er næsten klare. Sortkrudt anvendes fortsat i fyrværkeri.